# Fly By II
Fly By II è un singolo dei Blue, realizzato all'album All Rise il 10 giugno 2002.

## Video musicale
Il video è stato diretto da Jake Nava.

## Tracce
1. Fly By II – 3:49